# آرامگاه بی‌بی گزیده
بقعه بی‌بی گزیده مربوط به سدهٔ ۹ ه.ق است و در دزفول، محله رودبند واقع شده و این اثر در تاریخ ۹ اردیبهشت ۱۳۸۲ با شمارهٔ ثبت ۸۳۸۰ به‌عنوان یکی از آثار ملی ایران به ثبت رسیده است.